# Kane Rocks
Kane Rocks är en kulle i Antarktis. Den ligger i Östantarktis. Nya Zeeland gör anspråk på området. Toppen på Kane Rocks är 2 500 meter över havet, eller 85 meter över den omgivande terrängen. Bredden vid basen är 0,87 km.
Terrängen runt Kane Rocks är kuperad. Trakten är obefolkad. Det finns inga samhällen i närheten. 